# Liste der Naturdenkmale in Neukieritzsch

Wappen von Neukieritzsch

Lage von Neukieritzsch

In der Liste der Naturdenkmale in Neukieritzsch werden die Einzel-Naturdenkmale, Geotope und Flächennaturdenkmale 
in der Gemeinde Neukieritzsch im Landkreis Leipzig und ihren Ortsteilen Deutzen, Großzössen, Lippendorf, Lobstädt, Kahnsdorf und Kieritzsch aufgeführt.
Bisher sind laut der angegebenen Quellen 1 Einzel-Naturdenkmal, 0 Geotope und 0 Flächennaturdenkmale bekannt und hier aufgelistet.
Die Angaben der Liste basieren auf den Daten der Bekanntmachungs-Seite der SG Natur- und Landschaftsschutz und des Geoportal des Landkreises Leipzig.

## Definition
„Gesetz über Naturschutz und Landschaftspflege (BNatSchG), § 28 Naturdenkmäler:
 Naturdenkmäler sind rechtsverbindlich festgesetzte Einzelschöpfungen der Natur oder entsprechende Flächen bis zu fünf Hektar, deren besonderer Schutz erforderlich ist
1. aus wissenschaftlichen, naturgeschichtlichen oder landeskundlichen Gründen oder
2. wegen ihrer Seltenheit, Eigenart oder Schönheit.“

„SächsNatSchG, § 18 Naturdenkmäler (zu § 28 BNatSchG):
1. Die Erklärung nach § 22 Abs. 1 BNatSchG von Teilen von Natur und Landschaft als Naturdenkmal erfolgt durch Rechtsverordnung oder Einzelanordnung.
2. Über § 28 Abs. 1 BNatSchG hinaus können Naturdenkmäler zur Sicherung von Lebensgemeinschaften oder Lebensstätten von im Bestand gefährdeten oder streng geschützten Arten festgesetzt werden.“

## (Einzel-)Naturdenkmale (ND)
Link zu einem Kartenansichtstool, um Koordinaten zu setzen.
| Bild                          | Bezeichnung           | Lage                                             | Beschreibung | Datum                      | Nummer |
| ----------------------------- | --------------------- | ------------------------------------------------ | --- | -------------------------- | ------ |
| mehr Fotos \| Fotos hochladen | Stieleiche Kieritzsch | Kieritzsch 279 (51° 9′ 59,5″ N, 12° 22′ 31,5″ O) | Stieleiche (Quercus robur), freistehender beeindruckender Solitärbaum am Westausgang des ehemaligen Ritterguts, mit einem Stammumfang > 5 m, Bedeutung für Landschaftsbild und Artenschutz - Alter: unb. Jahre geschützt auch durch Baumschutzsatzung der Gemeinde Neukieritzsch | Biotopbaum (VO 2020-07-15) | ND 96  |